# Parti nassériste arabe démocratique
 (mars 2025).
Si vous disposez d'ouvrages ou d'articles de référence ou si vous connaissez des sites web de qualité traitant du thème abordé ici, merci de compléter l'article en donnant les références utiles à sa vérifiabilité et en les liant à la section « Notes et références ».

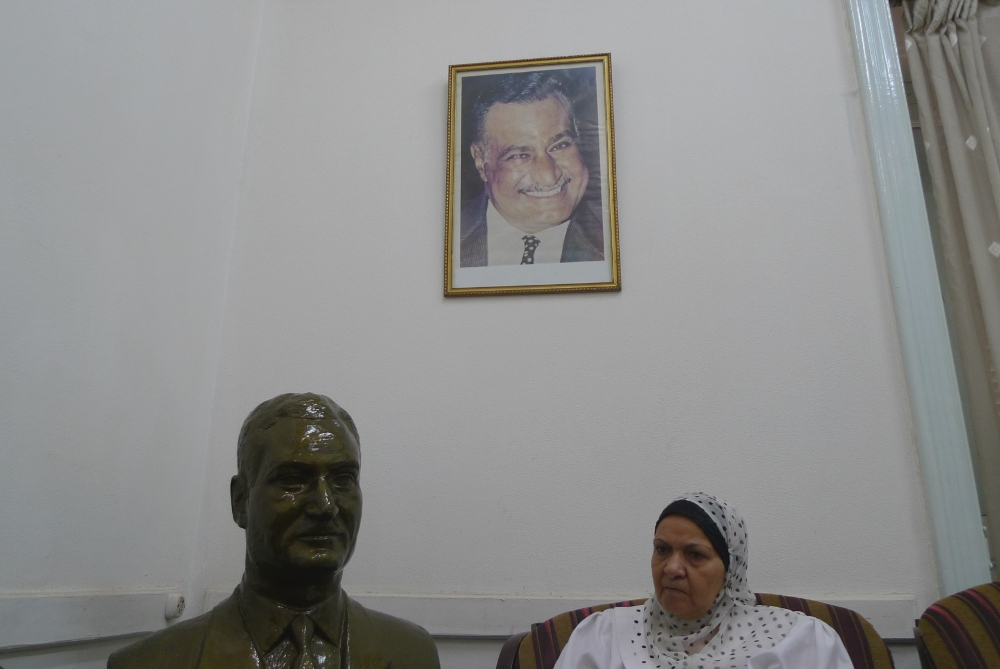
Sowad Abdelhamid assise près des icônes de l’ancien président égyptien et célèbre nationaliste arabe Gamel Abdel Nasser au siège du parti nassériste.

Le Parti nassériste arabe démocratique (en arabe : الحزب العربى الديمقراطى الناصرى) est un parti politique égyptien. Il se réclame de l'héritage de l'ancien président Gamal Abdel Nasser et prône l'unité du monde arabe, l'établissement d'une économie nationale forte et le respect des droits de l'homme.
Le parti est créé en 1992 après 12 ans de lutte politique entre Kamal Ahmed et Farid Abdel Karim qui se revendiquaient tous deux de l'héritage nassériste. Diyaeddine Dawoud devient le président du parti et il est finalement rejoint par Kamal Ahmed et Farid Abdel Karim.
Le parti milite pour l'unité du monde arabe et insiste sur les excellentes relations et les liens forts qui devraient unir les États arabes. Il rejette le libéralisme et demande la fin des privatisations des services publics. Le mouvement défend une politique de non-alignement et d'indépendance de l'Égypte et du monde arabe vis-à-vis de l'Occident.
Le parti rejette ce qu'il considère être une hégémonie américaine sur l'Organisation des Nations unies, ainsi que les accords de Camp David et la normalisation des relations entre l'Égypte et Israël.
Certains membres du parti souhaiteraient des relations plus étroites avec les partis islamistes égyptiens.
Aux élections législatives de 2000, le parti nassériste arabe démocratique a obtenu 3 sièges sur 454. Aux élections de 2005, il n'a remporté aucun siège, mais le parti dénonce des fraudes commises par le gouvernement.